# Wanshan Special Vehicle
Hubei Sanjiang Space Wanshan Special Vehicle Company Limited (сокращённо Wanshan Special Vehicle, «Ваньшань») — китайская государственная машиностроительная корпорация, крупный производитель тяжёлой военной и гражданской техники. Входит в состав Китайской аэрокосмической научно-промышленной корпорации (CASIC).

## Деятельность
Компания была основана как государственный завод специальных автомобилей «Ваньшань»; позже он был реструктуризирован в компанию Hubei Sanjiang Space Wanshan Special Vehicle Co. Ltd., которая является частью производителя ракет Sanjiang Space Co. Ltd. (Sanjiang Space Group), а та, в свою очередь, входит в состав военного холдинга CASIC.
В производстве военной и гражданской техники Wanshan Special Vehicle активно использует технологии и комплектующие компаний Deutz и Cummins (двигатели), Caterpillar, Isuzu, ZF Friedrichshafen, Allison Transmission и MZKT.
Wanshan Special Vehicle выпускает тяжёлые грузовики с колёсной формулой 6x6, 8x8, 10x8, 10x10, 12x12, 14x12 и 16x12. Военные модификации предназначены для перевозки ракетных пусковых установок (в том числе DF-11, DF-16, DF-17, DF-21 и PHL-03), а также используются как самоходные артиллерийские установки, командно-штабные и ремонтные машины.
Гражданские модификации грузовиков, колёсных платформ и модульных прицепов предназначены для перевозки крупногабаритных грузов — лесоматериалов, труб, рельсов, кранов, ветрогенераторов, кораблей и авиационной техники. Кроме того, Wanshan Special Vehicle выпускает самосвалы, автокраны, автоподъёмники и пассажирские автобусы. 

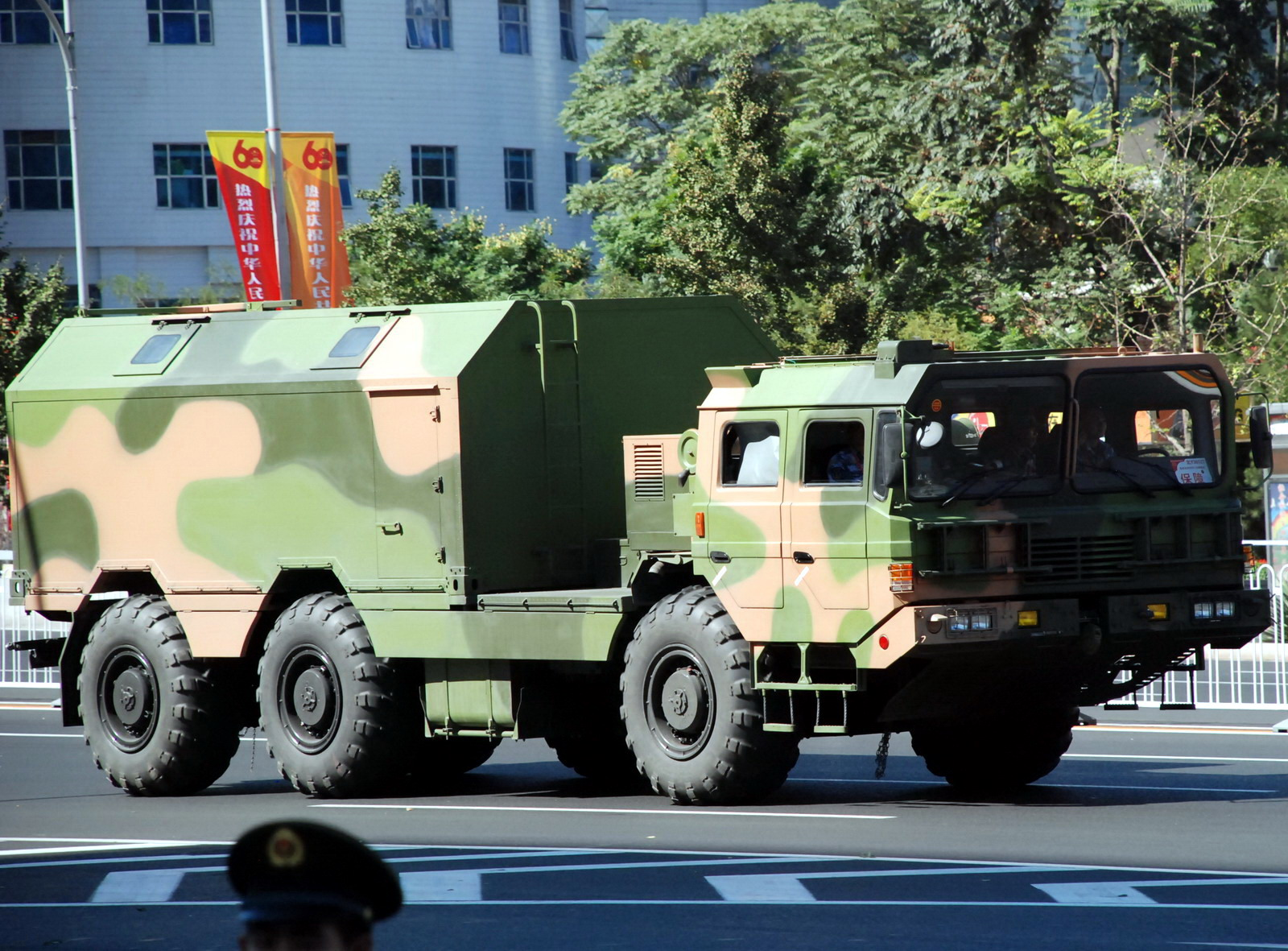
WS-2300
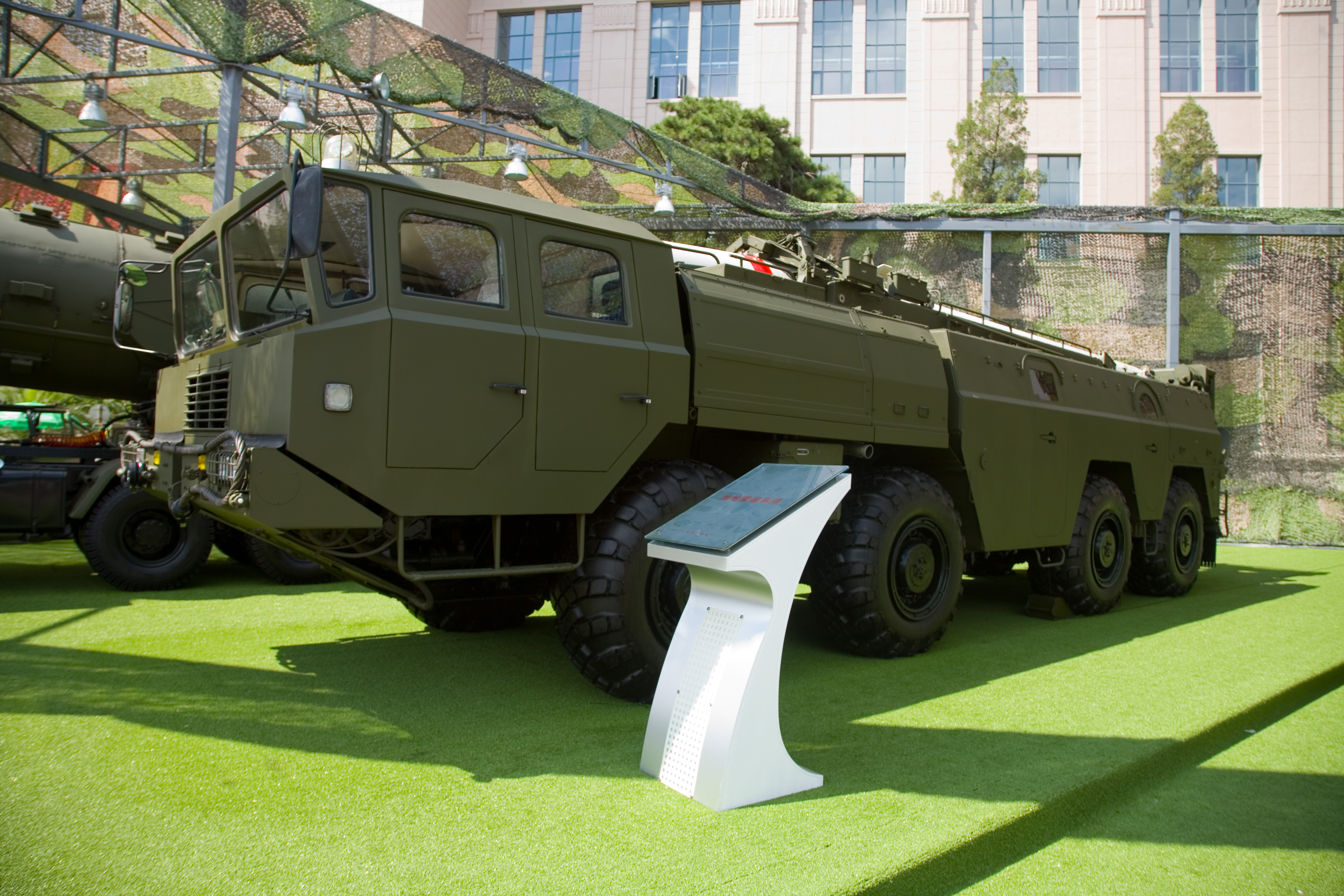
WS-2400
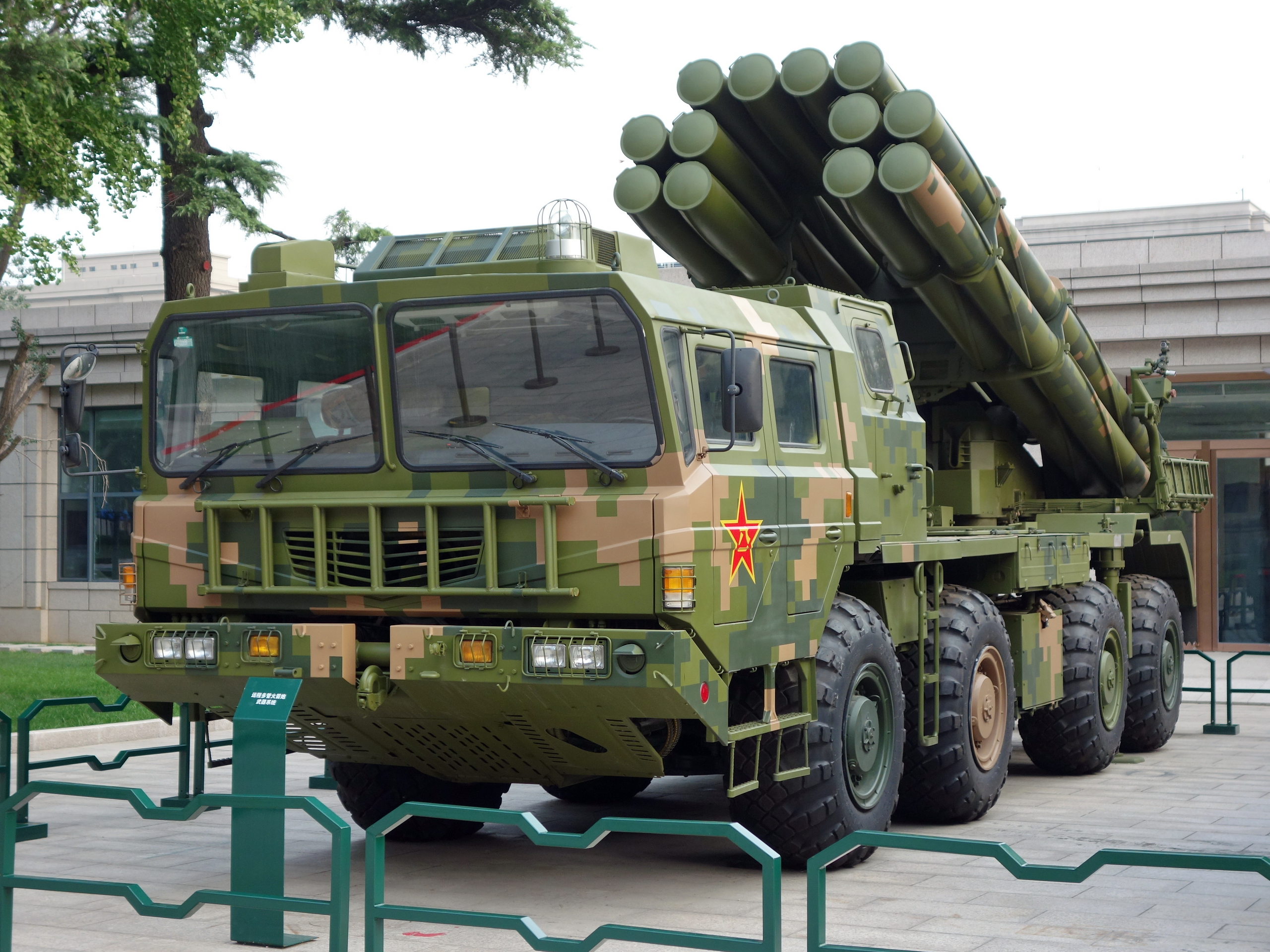
WS-2400

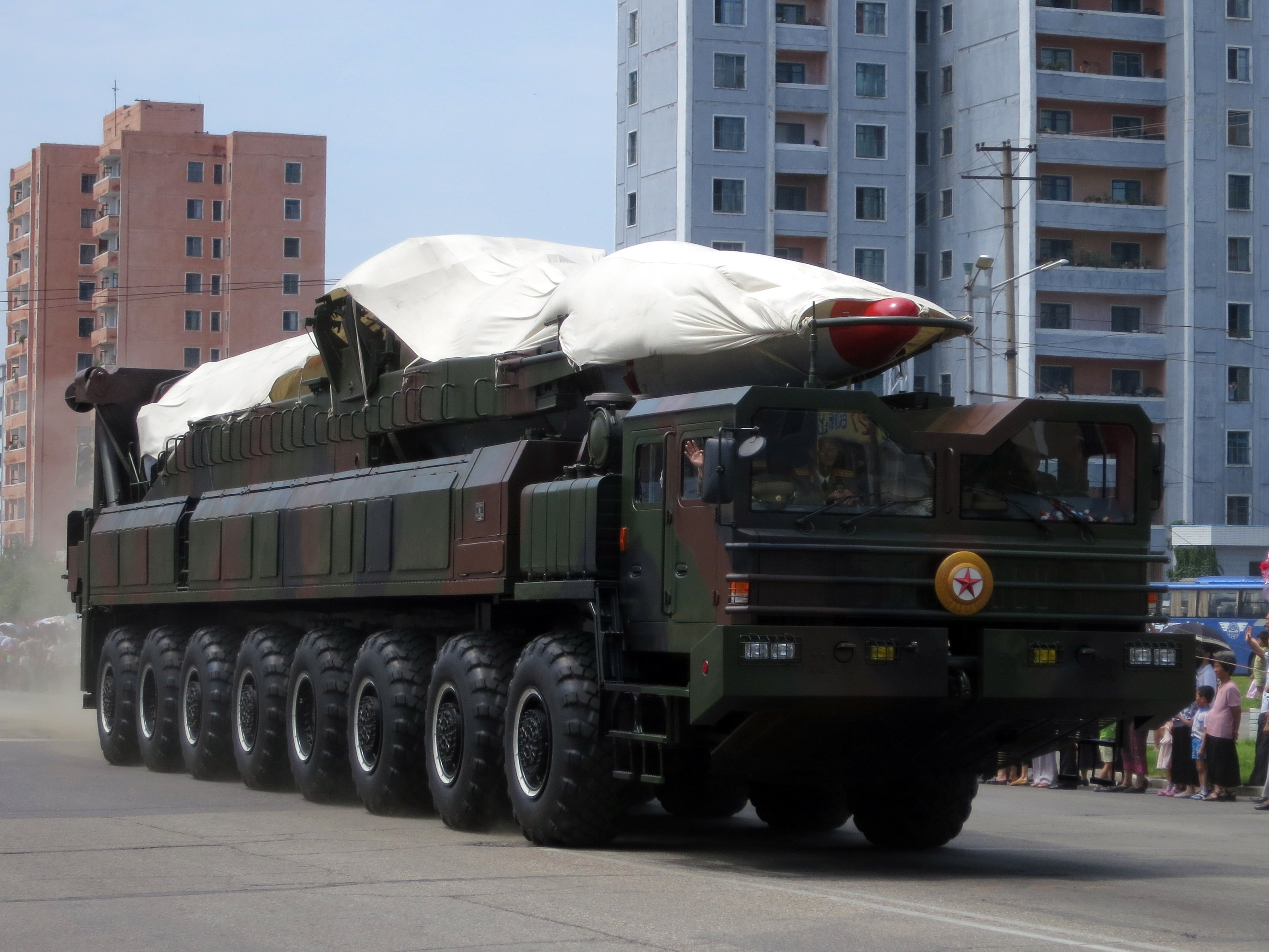
WS-51200
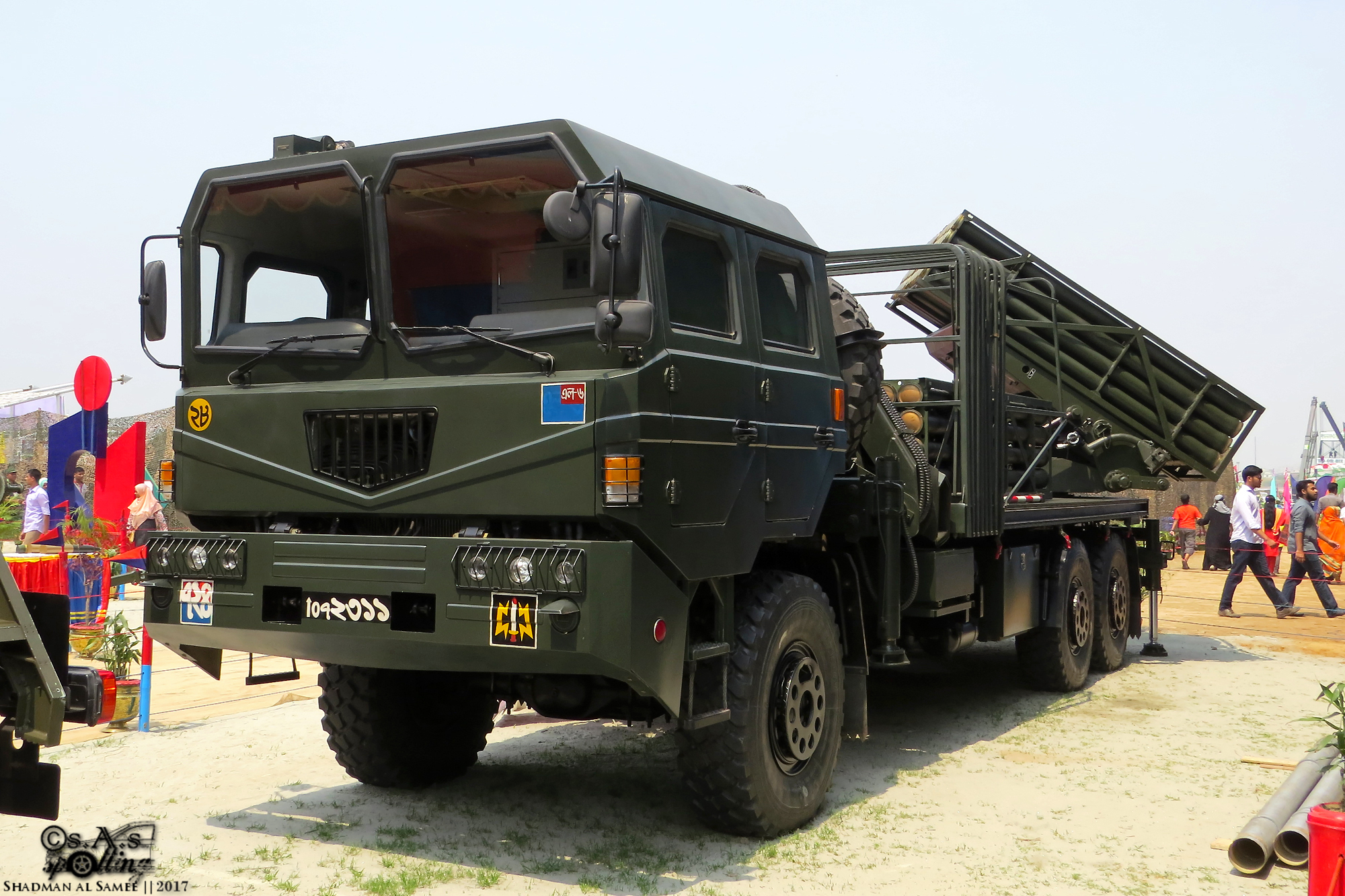
WS-22
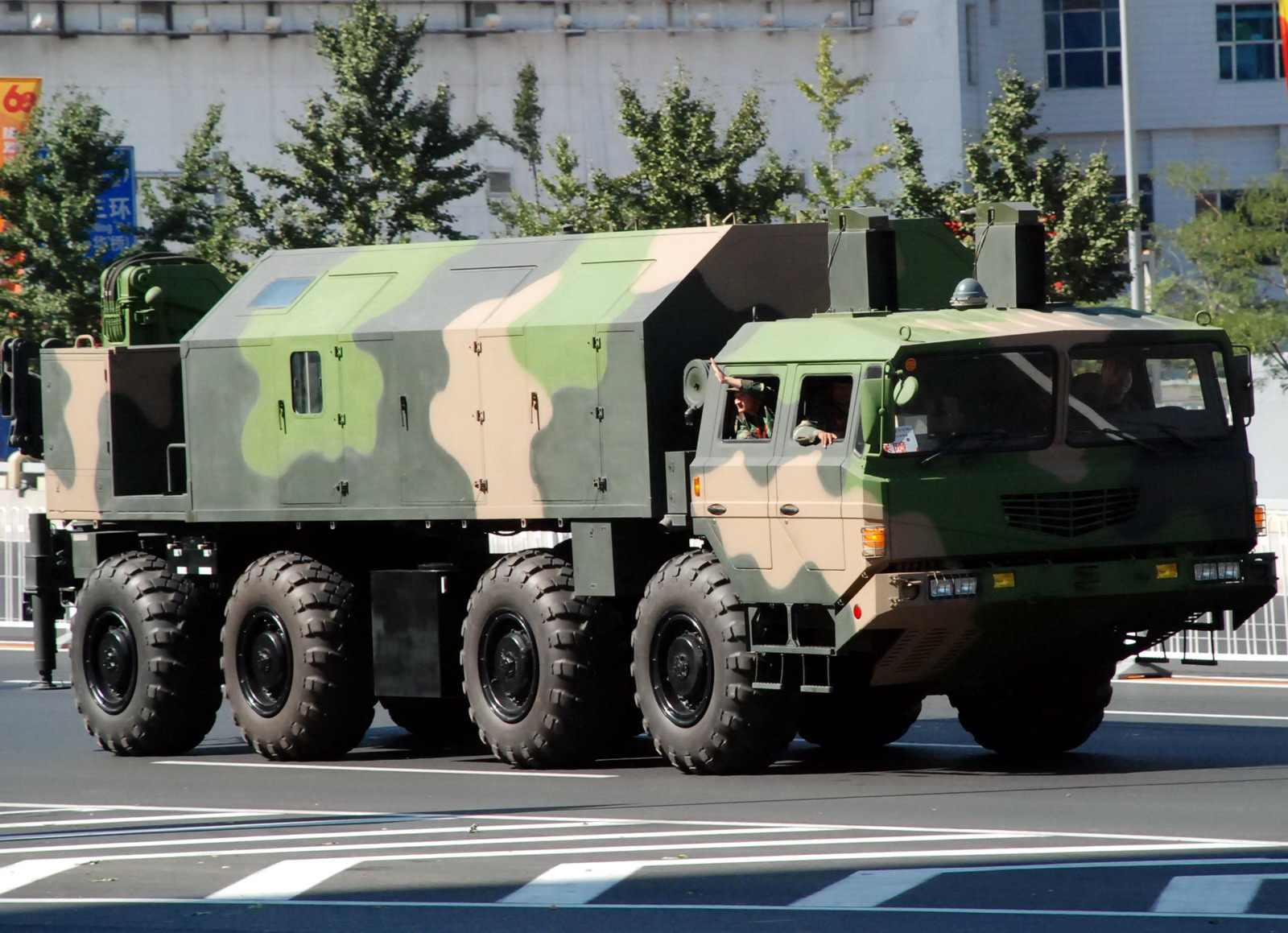
WS-2400